# Louise-Marie (plaats)
Louise-Marie is een gehucht in het zuiden van de Belgische provincie Oost-Vlaanderen. Het was nooit een zelfstandige gemeente. Louise-Marie ligt voor het grootste deel in het uiterste zuiden van het grondgebied van Etikhove, een deelgemeente van Maarkedal, op de grens met de andere deelgemeenten, Nukerke en Schorisse, en met de stad Ronse. Het gehucht werd in 1850 gesticht en vernoemd naar Louise-Marie, de eerste koningin der Belgen.
De Onze-Lieve-Vrouw van La Salettekerk is de parochiekerk van Louise-Marie. Vlakbij ligt ook de spoorwegtunnel van Louise-Marie onder de Spichtenberg. In 1900 werd het Instituut Sint-Leonardus opgericht.

## Natuur en landschap
Louise-Marie ligt in de Vlaamse Ardennen op een hoogte van 112 meter. In de nabijheid ligt de Muziekberg (148 meter) met het Muziekbos. Ook is er het Sint-Pietersbos, de Fortuinberg en het Bos Ter Eecken.

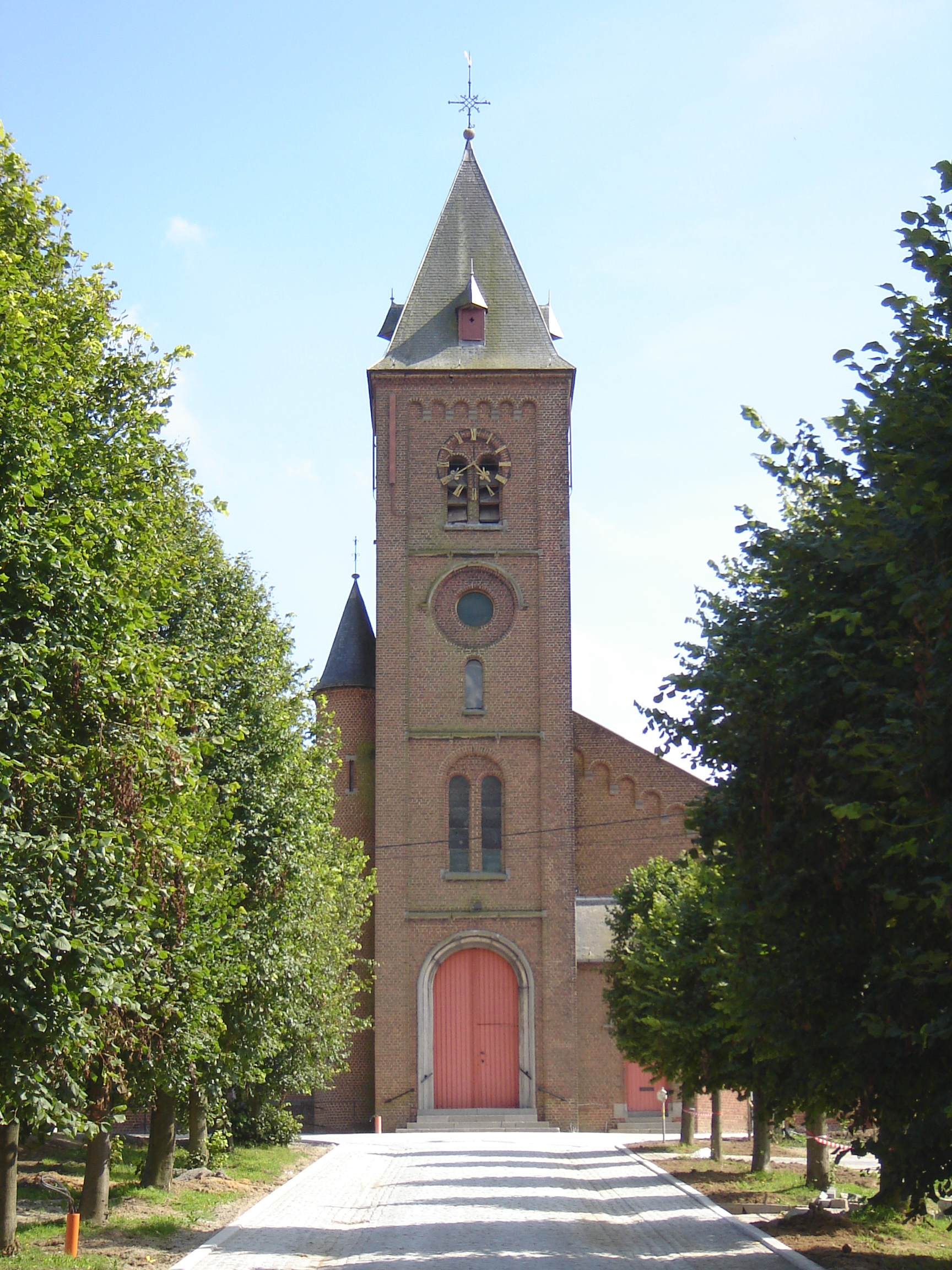
Onze-Lieve-Vrouw van La Salettekerk
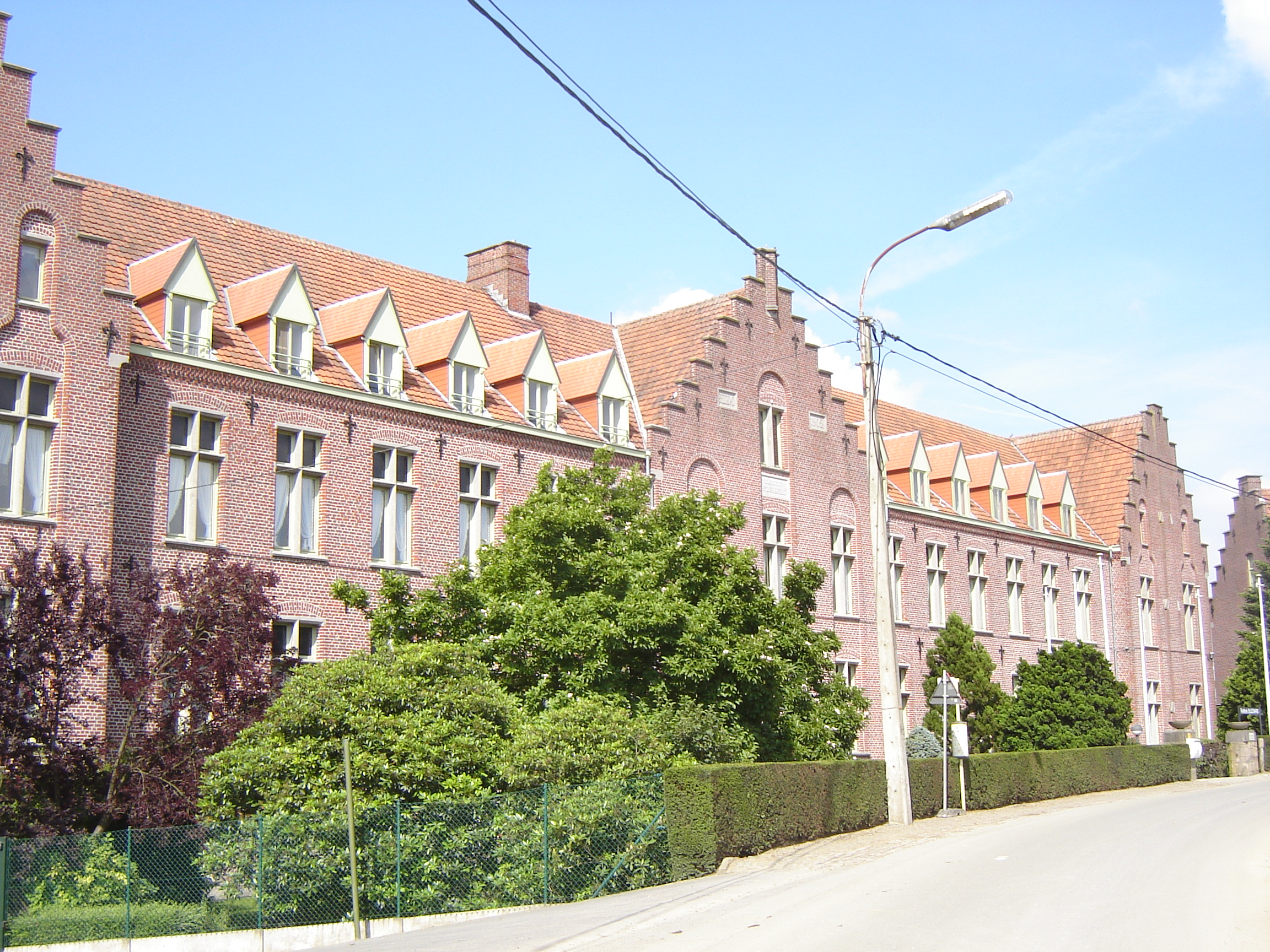
Instituut Sint-Leonardus

## Nabijgelegen kernen
Ronse, Kerkem, Schorisse, La Houppe